# أميدات فلزية
الأميدات الفلزية (التسمية النظامية آزانيدات فلزية) هي طائفة من المعقدات التناسقية التي تتألف من مركز فلزي مع ربيطات أميدية من النمط −NR2. تكون الربيطات الأميدية حاوية على زوجين من الإلكترونات الحرة المتاحة للارتباط. من حيث المبدأ يمكن أن تكون تلك الربيطات إما طرفية أو جسرية.

## أمثلة

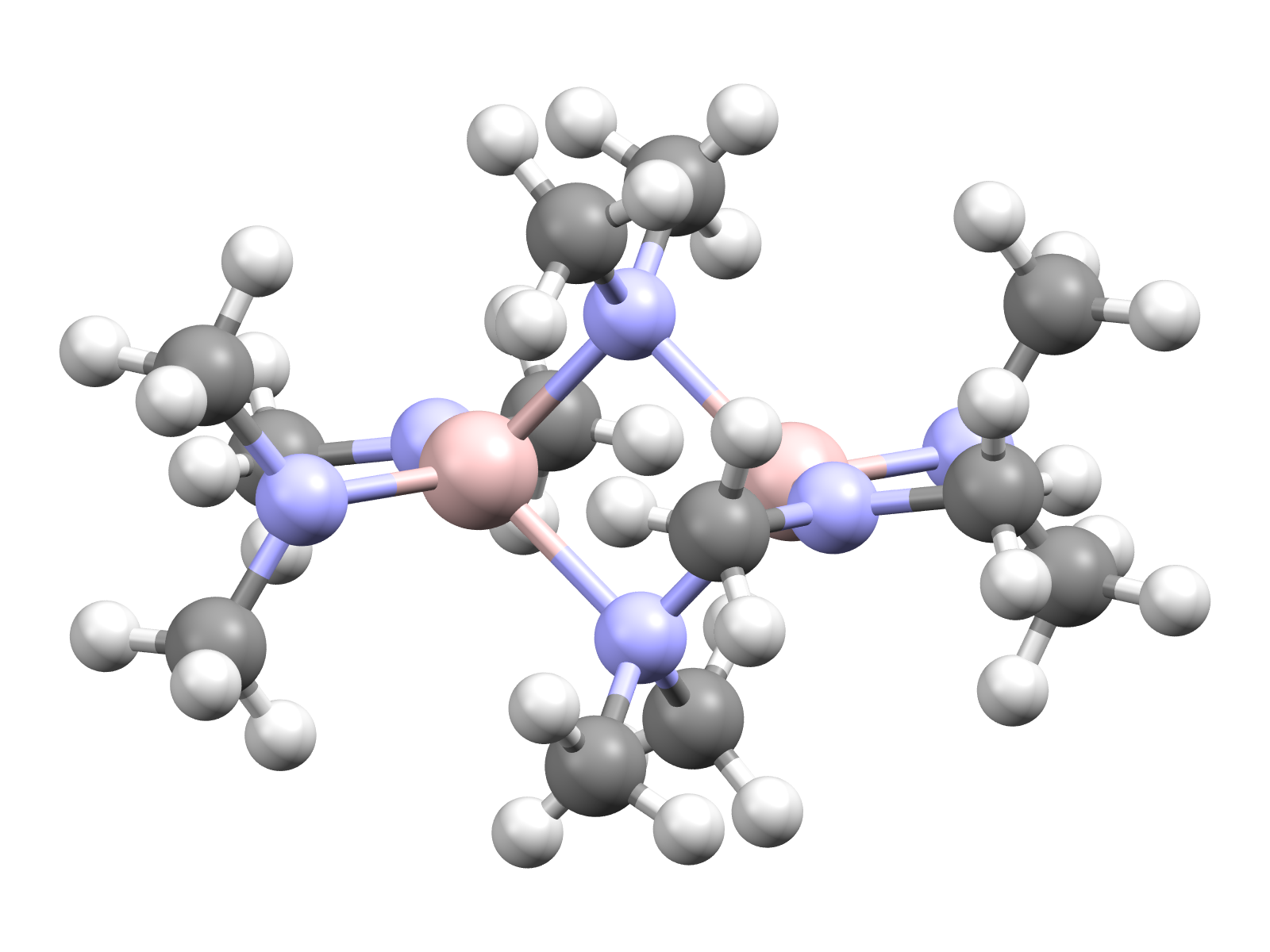
Tris(dimethylamino)aluminium dimer
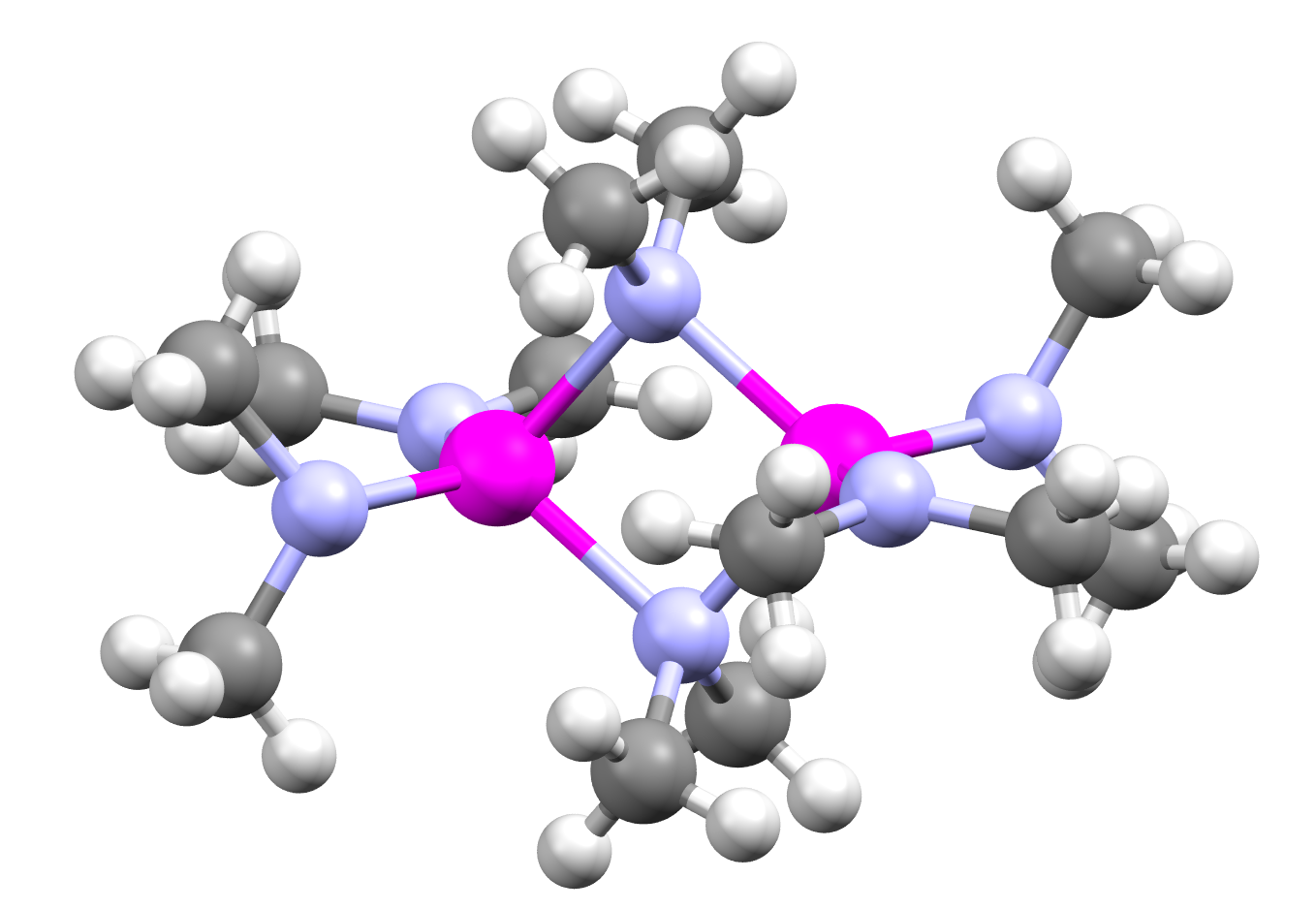
Tris(dimethylamino)gallium dimer